# Martinica
Martinica (maced. Мартиница) – wieś w północno-wschodniej Macedonii Północnej, w gminie Kriwa Pałanka.